# هالیفاکس غربی (ورمانت)
هالیفاکس غربی (به انگلیسی: West Halifax) یک روستا در ایالات متحده آمریکا است که در شهرستان ویندهام، ورمانت واقع شده‌است. هالیفاکس غربی ۳۵۱٫۱۳ متر بالاتر از سطح دریا واقع شده‌است.